# Cuprate
Cuprate (von lateinisch cuprum für Kupfer) sind chemische Verbindungen, die ein kupferhaltiges Anion enthalten. Dabei lassen sich mehrere unterschiedliche Arten von Cupraten unterscheiden.

## Cuprate in Komplexen

Tetrachlorocuprat(II) [CuCl_{4}]^{2−} in Aquakomplex in einem Reagenzglas.

Cuprat-Anionen bilden sich in Komplexen mit negativ geladenen Liganden wie beispielsweise Cyanid, Hydroxid oder Halogeniden. Typische Vertreter dieser Komplexe sind Tetracyanocuprat(I), [Cu(CN)4]3−, Tetrachlorocuprat(II) [CuCl4]2− oder Hexahydroxocuprat(II) [Cu(OH)6]4−. Die Komplexverbindungen können so stabil werden, dass mit Schwefelwasserstoff kein Kupfer(II)-sulfid mehr ausfällt. Es existieren auch seltene Kupfer(III)- und Kupfer(IV)-Komplexe wie das Hexafluorocuprat(III) [CuF6]3− oder das Hexafluorocuprat(IV) [CuF6]2−, welche starke Oxidationsmittel sind.

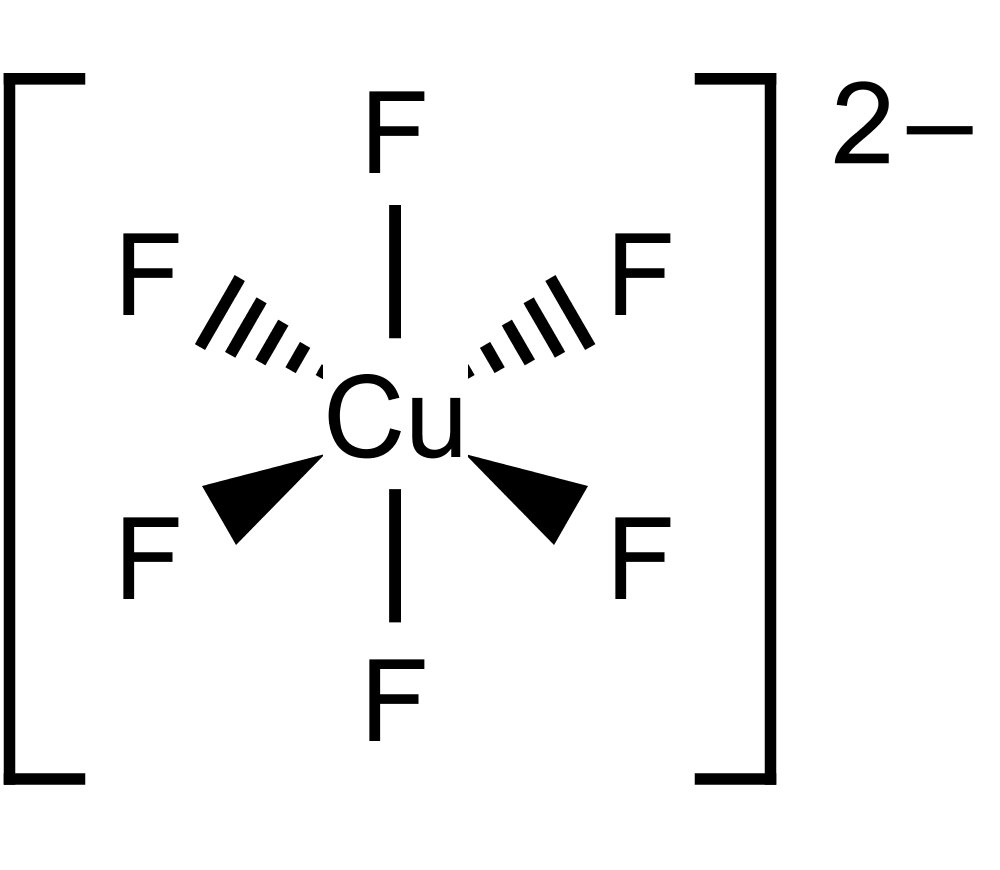
Strukturformel des Hexafluorocuprat(IV)

Auch Komplexe mit organischen Liganden sind bekannt, diese gehören jedoch aufgrund ihrer neutralen Ladung nicht den Cupraten an, sondern den Kupfer-Chelaten.
Kupfer-Komplexe zeigen oft eine charakteristische Farbe. Kupfer(I)-Komplexe sind rot-braun, Kupfer(II)-Komplexe türkis bis intensiv blau, Kupfer(III)- und Kupfer(IV)-Komplexe orange-rot.

## Organische Cuprate

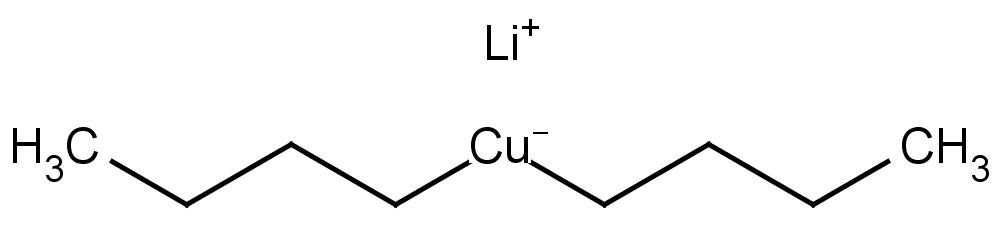
Ein Gilman-Cuprat: das Lithiumdibutylcuprat(I)

Cuprate spielen eine wichtige Rolle in organischen Kupferverbindungen. Sie enthalten dabei das R2Cu−-Anion. Je nach vorhandenem Gegenion unterscheidet man dabei zwischen Gilman- (mit Lithium als Gegenion), Normant- (Magnesium und ein Halogenid als Gegenion) und Knochelcupraten (Zink und ein Halogenid als Gegenion, ein organischer Rest ist durch Cyanid ersetzt).

## Salzartige Cuprate
Die sonst bei Kupfer seltenere Oxidationsstufe +III kommt im CuO2−-Anion vor. Dieses kommt beispielsweise in YBCO vor und spielt darin eine wichtige Rolle für die Hochtemperatursupraleitung.